# فرودگاه بین‌المللی هاتو
فرودگاه بین‌المللی هاتو (به انگلیسی: Hato International Airport) یک فرودگاه همگانی با کد یاتا CUR است که یک باند فرود آسفالت دارد و طول باند آن ۳۴۱۰ متر است. این فرودگاه در کشور کوراسائو قرار دارد .

## خطوط هوایی و مسافت‌ها
| شرکت‌های هواپیمایی             | مقصدهای پروازی |
| ----------------------------- | --- |
| ایر کانادا                    | فصلی: فرودگاه بین‌المللی پیرسون تورنتو |
| امریکن ایرلاینز               | فرودگاه بین‌المللی میامی |
| تی‌یوآی ایرلاینز نیدرلندز      | فرودگاه اسخیپهول آمستردام |
| اویانکا                       | فرودگاه بین‌المللی ال دورادو |
| اویور ایرلاینز                | فرودگاه بین‌المللی سیمون بولیوار (ونزوئلا)، فرودگاه بین‌المللی آرتورو میچلنا فصلی: فرودگاه بین‌المللی خاسینتو لارا |
| بلو پاناروما ایرلاینز         | فصلی: Milan-Malpensa |
| کوپا ایرلاینز                 | فرودگاه بین‌المللی توکامن |
| Divi Divi Air                 | فرودگاه بین‌المللی فلامینگو |
| Dutch Antilles Express        | فرودگاه بین‌المللی کویین بیاتریکس، فرودگاه بین‌المللی فلامینگو، فرودگاه بین‌المللی سیمون بولیوار (ونزویلا)، فرودگاه بین‌المللی لا چینیتا، فرودگاه بین‌المللی میامی، فرودگاه بین‌المللی یوهان ادالف پنگل ، فرودگاه بین‌المللی توسن لوورتور ، فرودگاه بین‌المللی پرینسس جولیانا، فرودگاه بین‌المللی آرتورو میچلنا |
| E-Liner Airways               | فرودگاه بین‌المللی کویین بیاتریکس، فرودگاه بین‌المللی فلامینگو |
| EZAir                         | فرودگاه بین‌المللی فلامینگو |
| گول ایر ترانسپورت             | فرودگاه بین‌المللی برازیلیا |
| Insel Air                     | فرودگاه بین‌المللی کویین بیاتریکس، فرودگاه بین‌المللی خاسینتو لارا، فرودگاه بین‌المللی فلامینگو، فرودگاه بین‌المللی سیمون بولیوار (ونزویلا)، فرودگاه بین‌المللی شارلوت داگلاس، فرودگاه بین‌المللی نورمن مانلی، فرودگاه بین‌المللی خوزفا کامخو، فرودگاه بین‌المللی لا چینیتا، فرودگاه بین‌المللی خوزه ماریا کوردوا، فرودگاه بین‌المللی میامی، فرودگاه بین‌المللی یوهان ادالف پنگل، فرودگاه بین‌المللی توسن لوورتور، فرودگاه بین‌المللی پرینسس جولیانا، فرودگاه بین‌المللی لا امریکاس، فرودگاه بین‌المللی آرتورو میچلنا |
| کی‌ال‌ام                        | فرودگاه اسخیپهول آمستردام، فرودگاه بین‌المللی پرینسس جولیانا |
| LIAT                          | فرودگاه بین‌المللی پیارکو |
| سورینام ایرویز                | فرودگاه بین‌المللی یوهان ادالف پنگل، فرودگاه بین‌المللی پیارکو |
| تیارا ایر                     | فرودگاه بین‌المللی کویین بیاتریکس، فرودگاه بین‌المللی فلامینگو |
| Thomas Cook Airlines Canada   | فرودگاه بین‌المللی پیرسون تورنتو |
| یونایتد ایرلاینز              | فرودگاه بین‌المللی لیبرتی نیوآرک |
| وست جت                        | فصلی: فرودگاه بین‌المللی پیرسون تورنتو |
| وین ایر operated by Insel Air | فرودگاه یوانخو ئی. یروسخین، فرودگاه فرانکلین دلانو روزولت، فرودگاه بین‌المللی پرینسس جولیانا |

### خطوط هوایی فصلی و چارتر
| شرکت‌های هواپیمایی     | مقصدهای پروازی                                                 |
| --------------------- | -------------------------------------------------------------- |
| بلو پاناروما ایرلاینز | Milan-Malpensa                                                 |
| Canjet                | فرودگاه شهری هالیبورتنستانهوپ، فرودگاه بین‌المللی پیرسون تورنتو |
| Divi Divi Air         | فرودگاه والنسیا                                                |
| Enerjet               | فرودگاه بین‌المللی پیرسون تورنتو                                |
| Icaro Air             | فرودگاه بین‌المللی خوزه خواکین د اولمدو                         |
| Perla Airlines        | فرودگاه بین‌المللی دل کریبی سانتیاگو "مارینو"                   |
| روتاکا ایرلاینز       | فرودگاه بین‌المللی سیمون بولیوار (ونزویلا)                      |
| TAME                  | فرودگاه بین‌المللی نیو کیتو                                     |

## شرکت‌های هواپیمایی و مقصدهای پروازی

### مسافری
| شرکت‌های هواپیمایی                 | مقصدهای پروازی                               |
| --------------------------------- | -------------------------------------------- |
| ایر کانادا روژ                    | پیرسون تورنتو فصلی: مونترآل-پییر الیوت ترودو |
| Air Transat                       | فصلی: پیرسون تورنتو                          |
| امریکن ایرلاینز                   | شارلوت داگلاس، میامی                         |
| Aserca Airlines                   | سیمون بولیوار                                |
| اویانکا                           | ال دورادو                                    |
| اویور ایرلاینز                    | آرتورو میچلنا                                |
| کوپا ایرلاینز                     | توکومن                                       |
| Divi Divi Air                     | فلامینگو                                     |
| Fly All Ways                      | یوهان ادالف پنگل                             |
| Insel Air                         | کویین بیاتریکس، فلامینگو، پرینسس جولیانا     |
| جت‌بلو                             | جان اف کندی                                  |
| کاال‌ام                            | اسخیپول آمستردام                             |
| پاوا دومینیکانا                   | لا امریکاس1                                  |
| روتاکا ایرلاینز                   | سیمون بولیوار، خوزفا کامخو، آرتورو میچلنا    |
| سان‌وینگ ایرلاینز                  | فصلی: پیرسون تورنتو                          |
| سورینام ایرویز                    | یوهان ادالف پنگل، پیارکو                     |
| تی‌یوآی ایرلاینز نیدرلندز          | اسخیپول آمستردام2                            |
| وست جت                            | فصلی: پیرسون تورنتو                          |
| وین ایر اجرا توسط پاوا دومینیکانا | پرینسس جولیانا                               |

Notes
- ^  پاوا دومینیکانا's flights operate to and from Aruba. However, the airline does not have cabotage rights to transport passengers solely between Aruba and Curaçao.
- ^  تی‌یوآی ایرلاینز نیدرلندز's flights operate between Aruba, Bonaire, St. Maarten and Curaçao on selected days. However, the airline does not have cabotage rights to transport passengers solely between Aruba, Bonaire, St. Maarten and Curaçao. However, service to St. Maarten will end on ۲۵ اکتبر ۲۰۱۷.[۴]

### باری
| شرکت‌های هواپیمایی           | مقصدهای پروازی                                                  |
| --------------------------- | --------------------------------------------------------------- |
| Ameriflight                 | رافائل هرناندز، کویین بیاتریکس، سیمون بولیوار، لوئیز مونز مارین |
| Amerijet International      | میامی                                                           |
| Aerosucre                   | ال دورادو                                                       |
| Lineas Aereas Suramericanas | ال دورادو                                                       |
| Vensecar Internacional      | سیمون بولیوار                                                   |